# Người Papua

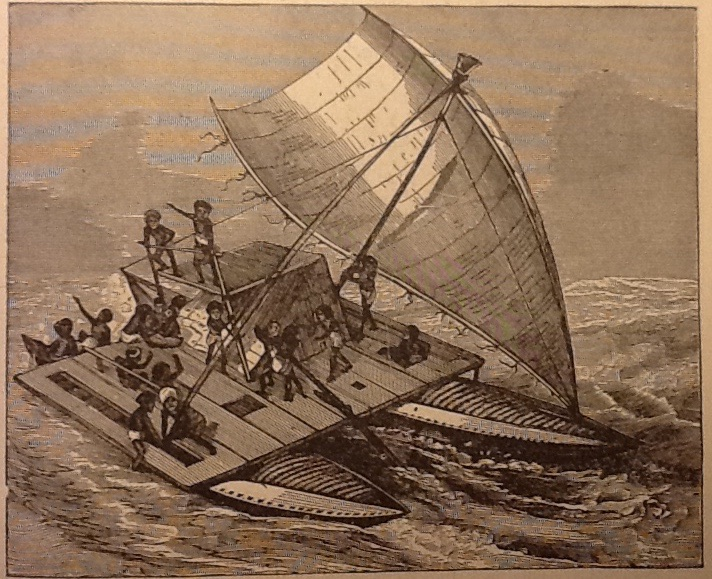
Một chiếc thuyền Papua.

Người Papua là một thuật ngữ chung cho các dân tộc bản địa khác nhau ở New Guinea và các đảo lân cận, những người nói các ngôn ngữ Papua. Họ được phân biệt về sắc tộc và ngôn ngữ với những người Nam Đảo là những người nói ngôn ngữ Nam Đảo đến New Guinea vào khoảng 3000 năm trước.

## Di truyền học
Trong nghiên cứu các biến thể gen ASPM, Mekel-Bobrov et al. năm 2005 thấy những người Papua nằm trong số có tần suất cao nhất của các tiến hóa mới ở ASPM haplogroup D, với biểu hiện 59,4% các allele khoảng 6.000 năm tuổi . Trong khi vẫn chưa được biết chính xác những gì ưu thế được chọn lọc cung cấp bởi biến thể gen này, các allele haplogroup D được cho là lựa chọn tích cực trong các quần thể và cho ra một số lợi thế đáng kể, mà đã gây ra tần suất của nó tăng lên nhanh chóng.
Theo các nghiên cứu khác nhau, người Papua, Melanesia, và thổ dân Úc là các quần thể người hiện đại được biết đến là khối mà tổ tiên thời tiền sử có lai giống với Hominin Denisova, và hiện chia sẻ 3-5% bộ gen của họ.

## Các nhóm sắc tộc

### Indonesia
- Amung
- Arfak
- Asmat
- Bauzi
- Dani
- Ekari
- Fayu
- Kombai
- Koteka
- Korowai
- Lani
- Marind
- Mek
- Moni
- Sawi
- Wolani
- Yali

### Papua New Guinea
- Abelam
- Angu
- Baining
- Baruya
- Bilibil
- Chambri
- Enga
- Etoro
- Fore
- Gadsup
- Gogodala
- Haroli
- Hewa
- Huli
- Iatmul
- Kaluli
- Kwoma
- Koteka
- Maisin
- Mian
- Min
- Motuan
- Mundugumor
- Ogea
- Orokaiva
- Sambia
- Swagap
- Tairora
- Takia
- Telefol
- Tolai
- Tsembaga
- Urapmin
- Wiru
- Wopkaimin
- Yimas
- Zia